# Was denkt die Maus am Donnerstag?
Was denkt die Maus am Donnerstag? ist ein Lyrik-Sammelband mit 121 Gedichten für Kinder des deutschen Schriftstellers Josef Guggenmos, der im Jahr 1967 mit Illustrationen von Günther Stiller beim Paulus-Verlag veröffentlicht wurde.

## Inhalt
Die 121 kurzen, oftmals witzigen Gedichte handeln von den unterschiedlichsten Themen: Von Tieren, einem Schneemann, Riesen, von Blumen, dem Wind, einem Purzelbaum oder dem Wert von einem Kilogramm Honig. Der Autor spielt mit Buchstaben (O unberachenbere Schreibmischane), lässt Kinder raten, um wen es in dem Gedicht geht (Ein Baum wächst am Hügel oder Es war einmal ein lustiger Mann), verrät den Lesern, dass Omnibus-Chauffeure und Millionäre für Mücken gleich schmecken (Mücken) oder lässt einen mit dem Hirsch mitfühlen, der im Kalender entdeckt, dass die Schonzeit schon bald vorbei sein wird (Hans Sechzehnender). In dem titelgebenden Gedicht Was denkt die Maus am Donnerstag? stellt sich heraus, dass diese eigentlich an allen Tagen immer dasselbe denkt: Der Wunsch nach einem Wurstbrot und einem riesigen Schinkenstück, damit die Maus so groß wie ein Stier werden könne – denn dann erginge es der Katze schlecht.

## Rezeption
Georg Sponholz schreibt in seiner Buchrezension: „Mit diesen 121 Gedichten für Kinder sicherte sich Josef Guggenmos einen Platz im Herzen sowohl seiner jungen Leser als auch der Kritiker. Heute zählt er neben Erich Kästner zu den bedeutendsten deutschsprachigen Autoren der Kinder- und Jugendliteratur […] Nicht vielen Autoren von Kinderlyrik gelingt es, das richtige Verhältnis zwischen schönen Versen und sinnhaftem Inhalt zu finden. Guggenmos vollbringt das Kunststück, ganz nebenbei wichtige Themen anzusprechen […] Der eigentliche Grund für den großen Erfolg von Guggenmos’ Werken dürfte darin liegen, dass er das Kind in sich selbst bewahren konnte.“ Hans-Joachim Gelberg schreibt im Standard: „Die Gedichte in diesem Buch erzählen allesamt vom Glück des Findens […] es sind Gedichte, die Kinder und Erwachsene aufs Schönste unterhalten.“ Die Abendzeitung befindet: „Das ist unterhaltsam, lustig, überraschend. Ein Gedicht ist besser als das andere.“

## Auszeichnungen
1968 wurde Josef Guggenmos für Was denkt die Maus am Donnerstag? die Prämie zum Deutschen Jugendliteraturpreis verliehen.  1993 erhielt das Buch beim Deutschen Jugendliteraturpreis den Sonderpreis für Lyrik. 1997 wurde das Buch mit dem Österreichischen Staatspreis für Kinderlyrik ausgezeichnet.

## Referenzen
Was denkt die Maus am Donnerstag? ist in dem literarischen Nachschlagewerk 1001 Kinder- und Jugendbücher – Lies uns, bevor Du erwachsen bist! für die Altersstufe 3+ Jahre enthalten.

## Ausgaben
- Was denkt die Maus am Donnerstag? Paulus-Verlag, 1967.
- Was denkt die Maus am Donnerstag? Süddeutsche Zeitung Junge Literatur, 2006, ISBN 978-3-86615-127-7.